# Fantasiestücke, Op. 88 (Schumann)

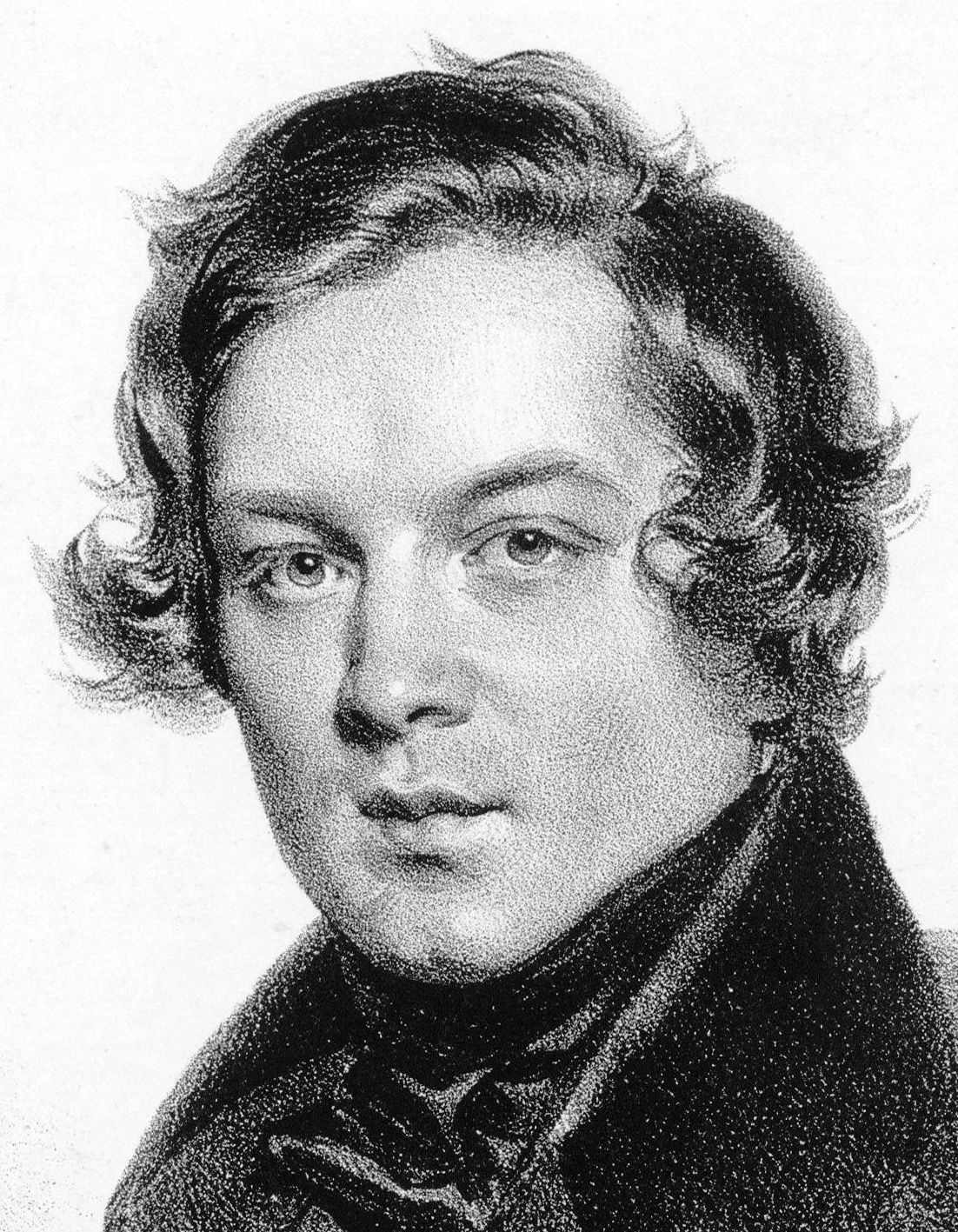
Robert Schumann en 1839.

Fantasiestücke o Phantasiestücke (Piezas de fantasía) en la menor, Op. 88 es un conjunto de cuatro piezas camerísticas compuestas para piano, violín y violonchelo por Robert Schumann en 1842 .

## Historia
La pieza es en esencia un trío y a menudo aparece simplemente como Trío n.º 2 para violín, violonchelo y piano en la menor de Schumann. La obra llegó en un momento feliz de la vida del compositor. Schumann se había casado con su amada Clara Wieck en 1840, después de que el padre de ésta intentara en numerosas ocasiones frustrar sus planes matrimoniales.
Conforme a Misha Donat al escuchar esta pieza podemos preguntarnos si Schumann había estado leyendo los últimos tríos para piano de Joseph Haydn. En cualquier caso, sus dos números iniciales vuelven al tipo de textura de trío favorecida por ese maestro anterior, en el que el piano domina mientras que el violonchelo y la línea de bajo del teclado se mueven en gran medida en paralelo. Toda la colección estaba claramente diseñada para la interpretación doméstica de aficionados y el propio Schumann llamó la atención sobre su naturaleza más "delicada" en comparación con sus otras piezas camerísticas para piano y cuerdas.

### Título
El título está inspirado en la colección de cartas y escritos sobre música publicada en 1814-1815, Fantasiestücke in Callots Manier del escritor E. T. A. Hoffmann, uno de los autores favoritos de Schumann. El compositor apreciaba mucho el sentido de la fantasía del historietista del siglo XVII.
Esta es una de las cuatro obras compuestas por Robert Schumann que lleva el título de Fantasiestücke (Piezas de fantasía), que son:
- Fantasiestücke, Op. 12 (1837), ocho piezas para piano solo, también basadas en las Fantasiestücke in Callots Manier de E. T. A. Hoffmann.[4]
- Fantasiestücke, Op. 73 (1849), tres piezas para clarinete y piano (ad.lib violín o violonchelo).[5]
- Fantasiestücke, Op. 88 (1842), para piano, violín y violonchelo en cuatro movimientos.[6]
- Fantasiestücke, Op. 111 (1851), tres piezas para piano solo.[7]

## Estructura y análisis
La obra consta de cuatro movimientos:
- I. Romanza. Nicht schnell, mit innigem Ausdruck, en la menor 6
8
- II. Humoreske. Lebhaft, en re menor 4
4
- III. Duett. Langsam und mit Ausdruck, en re menor 6
8
- IV. Finale. Im Marsch Tempo, en la menor 4
4

La interpretación de la pieza dura alrededor de 19 minutos. 

### I.Romanza. Nicht schnell, mit innigem Ausdruck
El primer movimiento, con la indicación Romanza. Nicht schnell, mit innigem Ausdruck que significa "Romanza. No rápido, con expresión íntima", está escrito en la tonalidad de la menor y en compás de 6/8. La romanza es la pieza más breve del conjunto con una duración aproximada de dos minutos y medio. Se abre en un ambiente vacilante y misterioso, pero luego se vuelve cálidamente romántica con el piano dominando en todo momento. La melancólica melodía folclórica le aporta una conmovedora sencillez.

### II.Humoreske. Lebhaft
En el segundo movimiento va marcado como Humoreske. Lebhaft que quiere decir "Humoresca. Animado"; está escrito en re menor y compás de 4/4. Con unos siete minutos esta es la pieza más larga del ciclo. Su carácter es bastante jovial y juguetón en sus secciones exteriores, presentando uno de los temas más pegadizos de Schumann. Su repetitivo giro rítmico descendente confiere a esta pieza su ingenio autocrítico o su carácter "humorístico". El material interior es enérgico y heroico, pero sin romper del todo con el carácter lúdico de la obertura. Tras un intenso episodio basado en el tema principal, el tema vuelve a su forma original para cerrar el movimiento. El tema de la romanza reaparece como primer episodio en esta humoreske en una forma más animada, de modo que una vez más encontramos a Schumann planificando dos movimientos sucesivos como un par interrelacionado. Los diversos episodios de esta segunda pieza se repiten en un diseño circular, con el tema de la marcha inicial volviendo sólo al final. Esta repetición final es una réplica exacta de la sección inicial, aunque Schumann añade una coda que deja que la marcha se desvanezca en la distancia.

### III.Duett. Langsam und mit Ausdruck
El tercer movimiento titulado Duett. Langsam und mit Ausdruck que es "Dueto. Lentamente y con sentimiento". Mantiene el re menor de la pieza anterior y retoma el 6/8 del movimiento inicial. Se trata de un dueto para los dos instrumentos de cuerda frotada, violonchelo y violín, que hilan una línea melódica de gran belleza mientras el piano proporciona un suave y ondulante acompañamiento a su apasionado canto.

### IV.Finale. Im Marsch Tempo
El cuarto y último movimiento está marcado como Finale. Im Marsch Tempo que es "Finale. En tempo de marcha". El Finale retoma la tonalidad inicial de la menor y el ritmo de marcha de 4/4 de la segunda pieza, aunque en un estilo más grandioso. La sencilla textura de acordes de la marcha contrasta fuertemente con el intrincado contrapunto del primer episodio, concebido como una elaborada serie de cánones entrelazados en los que la voz de respuesta aparece a menudo en forma de espejo. Presenta un carácter heroico al comienzo, pero se vuelve más ligero y lúdico en las sucesivas variaciones. El tema principal regresa y el final, tenue y animado, es pura magia por su delicado desenfado, sus elegantes intercambios instrumentales y su sensación de alegría. Hacia el final, la música gira hacia la mayor para una coda curiosamente incorpórea en la que la melodía coral del piano se ve acompañada por la síncopa de la cuerda frotada. Tras esto la música se apaga gradualmente mientras el pianista toca pasajes fugaces sobre un zumbido de las cuerdas. La coda cuenta con su propio epílogo, un repentino chorro de energía que, después de todo, lleva la obra a una conclusión extravagante.

## Discografía selecta
- 2010 – Schumann: Música para piano y de cámara, Vol. 9. Christophe Coin, Eric Le Sage, Paul Meyer, Gordan Nikolic (Alpha 158).
- 2012 – Brahms: Cuarteto para piano Op. 25; Schumann: Fantasiestücke Op. 88. Martha Argerich, Yuri Bashmet, Gidon Kremer, Mischa Maisky (DG 4790359).
- 2021 – Schumann: Tríos para piano completos, cuarteto & quinteto. Christophe Gaugué, Catherine Montier, Trío Wanderer (Harmonia Mundi 90234446DI).